# Heres
Heres is een gemeente in de Venezolaanse staat Bolívar. De gemeente telt 380.000 inwoners. De hoofdplaats is Ciudad Bolívar.